# 翼柄花椒
翼柄花椒（学名：Zanthoxylum schinifolium）为芸香科花椒属下的一个种。

## 扩展阅读
- 維基物種上的相關：翼柄花椒